# ジョージ・G・ジョーゼフ
ジョージ・G・ジョーゼフ（George Gheverghese Joseph、1928年 - ）は、インド出身の数学者。南インドのケララ州に生まれ、マドゥライで幼少期をすごす。ケニアのモンバサで中等教育を受け、レスター大学で学位を取得。現在はマンチェスター大学勤務。
世界規模で見た数学の特質を研究テーマとし、自らの方法論についてジョゼフ・ニーダムやエドワード・サイードらの名を参考に挙げている。

## 著書

### 単著
- Women at Work: The British Experience （1983年）
- The Crest of the Peacock: Non-European Roots of Mathematics （1990年）
  - ジョージ・G・ジョーゼフ『非ヨーロッパ起源の数学 もう一つの数学史』垣田高夫・大町比佐栄 訳、講談社〈ブルーバックス B-1120〉、1996年5月。ISBN 4-06-257120-X。
- George Joseph - The Life and Times of a Kerala Christian Nationalist  （2003年）
- A Passage to Infinity: Medieval Indian Mathematics from Kerala and Its Impact （2009年）

### 共著・編著・共編書
- Multicultural Mathematics （1993年）
  - D.ネルソン ほか『数学マルチカルチャー　多文化的数学教育のすすめ』根上生也・池田敏和 訳、シュプリンガー・フェアラーク東京、1995年4月。ISBN 4-431-70666-6。 -  David Nelson, Julian Williamsとの共著。